# Edvard Helsted
Pour les articles homonymes, voir Helsted.
Edvard ou Eduard Mads Ebbe Halsted est un compositeur danois né le 8 décembre 1816 à Copenhague et mort le 1er mars 1900 à Fredensborg.

### Famille

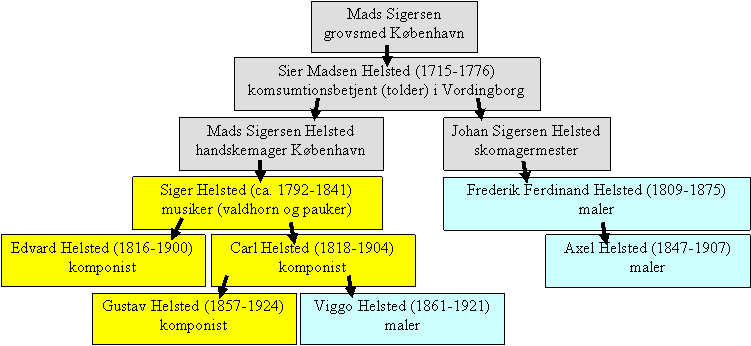
Généalogie de la famille Helsted

## Source
- (en) Cet article est partiellement ou en totalité issu de l’article de Wikipédia en anglais intitulé « Edvard Helsted » (voir la liste des auteurs).

- Ressources relatives à la musique :   - International Music Score Library Project
  - Discogs
  - MusicBrainz
  - Muziekweb
- Ressource relative au spectacle :   - Internet Broadway Database
- Notice dans un dictionnaire ou une encyclopédie généraliste :   - Dansk biografisk leksikon
- Notices d'autorité :   - VIAF
  - ISNI
  - BnF (données)
  - LCCN
  - GND
  - CiNii
  - Pays-Bas
  - Israël
  - Norvège
  - Tchéquie
  - WorldCat